# Matthew Emmons
Matthew Emmons (n. 5 aprilie 1981, Mount Holly Township⁠(d), New Jersey, SUA) este un trăgător de tir ce a reprezentat Statele Unite ale Americii, medaliat olimpic. A participat la 4 ediții ale Jocurilor Olimpice (2004, 2008, 2012, 2016) în care a câștigat o medalie de aur, o medalie de argint și o medalie de bronz.